# Cnemidocarpa concha
Cnemidocarpa concha är en sjöpungsart som beskrevs av Monniot 2002. Cnemidocarpa concha ingår i släktet Cnemidocarpa och familjen Styelidae. Inga underarter finns listade i Catalogue of Life.